# بوبي درايتون
بوبي درايتون هي ممثلة إنجليزية ولدت في 7 يونيو 1991.